# جامعة الفلاح
جامعة الفلاح، هي جامعة إماراتية خاصة، تقع في مدينة دبي في الإمارات العربية المتحدة. تأسست في 2013، وبدأت الدراسة فيها لأول مرة في العام الدراسي 2015-16.
وهي غير نشطة حاليًا؛ حيث تم وضع الجامعة تحت المراقبة من قبل هيئة الاعتماد الأكاديمي (CAA) في دولة الإمارات العربية المتحدة في أكتوبر 2021، وتم إلغاء اعتمادها وترخيصها في حوالي أكتوبر 2022.

## الكليات والدرجات
لجامعة الفلاح عشرة برامج أكاديمية في البكالوريوس ضمن أربع كليات، وهي: كلية إدارة الأعمال، وكلية القانون، وكلية الاتصال الجماهيري، وكلية الآداب والعلوم الإنسانية.

## وصلات خارجية
- الموقع الرسمي